# Urechis unicinctus
Urechis unicinctus ist der Name einer großen im Sand grabenden Art der Igelwürmer (Echiura) aus der Familie Urechidae, die im Pazifischen Ozean an den Küsten Chinas, Koreas und Japans verbreitet ist.

## Merkmale
Der zylindrische, wurstförmige, gelblich braune, mit vielen kleinen Papillen bedeckte Rumpf von Urechis unicinctus hat eine runzlige Haut und wird etwa 10 cm bis 30 cm lang. Vorn sitzen an der Bauchseite zwei Haken, um den After am Ende des Rumpfes ein auffälliger Ring von 10 bis 13 Borsten. Am Vorderende nahe dem Mund befindet sich eine löffelförmige, kurze Proboscis. Urechis unicinctus besitzt 2 Paar Nephridien.

## Verbreitung und Vorkommen
Urechis unicinctus ist im westlichen Pazifischen Ozean von der Mündung des Amur bis nach Japan und Korea sowie in chinesischen Küstengewässern in geringen Meerestiefen eingegraben im sandigen Untergrund zu finden.

## Lebensweise
Urechis unicinctus gräbt sich eine U-förmige Wohnhöhle. Durch peristaltische Bewegungen des Körpers erzeugt er einen Wasserstrom zur Versorgung mit Sauerstoff und feinen Nahrungspartikeln, die mithilfe eines Netzes aus Schleim aus dem Wasser filtriert werden. Befinden sich ausreichend Partikel am Schleimnetz, wird dieses verschluckt.

## Lebenszyklus
Männchen und Weibchen sind bei Urechis unicinctus gleich groß und finden sich zur Paarung in größeren Gruppen zusammen. Die Gameten werden über die Nephridien nach außen abgegeben, so dass die Befruchtung im freien Meerwasser stattfindet. Die schwimmenden Trochophora-Larven leben einige Wochen lang pelagial, ehe sie niedersinken und zu bodenlebenden Würmern metamorphosieren.

## Bedeutung für den Menschen
Urechis unicinctus wird in China, Korea und Japan gegessen. Auf Grund seiner Ähnlichkeit mit einem menschlichen Penis wird er in China auch als „Penisfisch“ (陰莖魚) bezeichnet.